# ترتیب توالی نانوپوره

در سمت چپ ترسیم مجتمع بین آلفا همولیزین و dsDNA با پیوند از طریق الیگومر شکل گرفته‌است. در سمت راست، حرکت این مجموعه در رابطه با یک کانال نانوپوشش پی در پی در دو مرحله (I) و (II) نشان داده شده‌است. پس از قرار دادن این مجتمع در نانوپور، پروتئین آلفا-همولیزین در سیستم نانو پور هیبریدی، بیولوژیکی و جامد تازه شکل گرفته عملکردی خواهد داشت.

ترتیب توالی نانوپوره یک رویکرد نسل سومی است که در توالی بیوپلیمرها بکار می‌رود - به‌طور خاص، پلی و نوکلئوتیدها به شکل DNA یا RNA.
با استفاده از توالی نانو، می‌توان یک مولکول واحد DNA یا RNA را بدون نیاز به تقویت PCR یا برچسب زدن شیمیایی نمونه، توالی بخشید. حداقل یکی از این مراحل ذکر شده در رویه تعیین توالی توسعه یافته، ضروری است. توالی نانو نوری پتانسیل ارائه ژنوتیپ نسبتاً کم هزینه، تحرک زیاد برای آزمایش و پردازش سریع نمونه‌ها با امکان نمایش نتایج را در زمان واقعی دارد. انتشارات این روش، استفاده از آن را در شناسایی سریع پاتوژن‌های ویروسی، نظارت بر آبله، نظارت بر محیط زیست، نظارت بر ایمنی مواد غذایی، توالی ژنوم انسان، توالی ژنوم گیاهی، مانیتورینگ آنتی‌بیوتیک مقاومت، هاپلوتیپینگ و برنامه‌های دیگر است.

## اصول تشخیص و شناسایی پایه
ترتیب توالی نانو از الکتروفورز برای انتقال نمونه ناشناخته از طریق دهانه ۱۰ − 9 متر قطر استفاده می‌کند. یک سیستم nanopore همیشه حاوی یک محلول الکترولیتی است- وقتی یک میدان الکتریکی ثابت اعمال می‌شود، می‌توان یک جریان الکتریکی را در سیستم مشاهده کرد. بزرگی چگالی جریان الکتریکی در سرتاسر یک سطح نانوذرات بستگی به ابعاد نانوپور و ترکیب DNA یا RNA دارد که نانوذرات را اشغال می‌کند. تعیین توالی امکان‌پذیر است زیرا، هنگامی که به اندازه کافی به نانوذرات نزدیک باشید، نمونه‌ها باعث ایجاد تغییرات مشخص در چگالی جریان الکتریکی در سطوح نانوپور می‌شوند. هزینه کل جریان را از طریق یک کانال نانوحفره به انتگرال سطح شار چگالی جریان الکتریکی در سراسر واحد نانوحفره سطوح نرمال بین بار تی 1 و t 2 برابر است.

## انواع

### بیولوژیکی

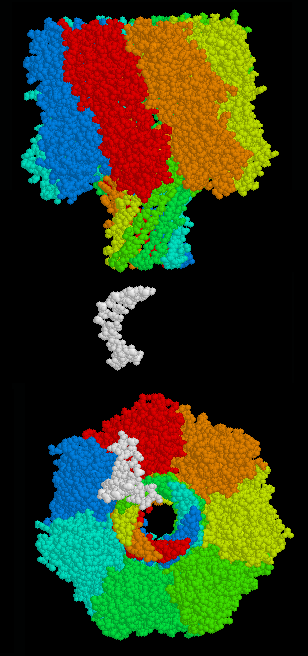
منافذ آلفا همولیزین (که از ۷ زیر واحد یکسان در ۷ رنگ تشکیل شده‌است) و DNA تک رشته‌ای ۱۲ لایه ای (به رنگ سفید) در همان مقیاس برای نشان دادن تأثیرات DNA بر هدایت هنگام حرکت از طریق نانوذرات. در زیر نمایی متعامد از همین مولکولها وجود دارد.

ترتیب توالی نانوذرات بیولوژیکی به استفاده از پروتئینهای غشاء بنام، porins، که در غشاهای چربی جاسازی شده‌اند، متکی است تا بتواند سطوح متخلخل وابسته به اندازه ایجاد کند - با "سوراخ"های مقیاس نانومتری. سرعت جابجایی کافی را می‌توان از طریق ترکیب پروتئین‌های مختلف که باعث تسهیل در انتقال DNA یا RNA از طریق منافذ غشاهای چربی می‌شود، بدست می‌آید.

#### همولیزینین آلفا
آلفا همولیزین (αHL)، یک نانولوله از باکتری‌های برایی ایجاد لیز گلبول‌های قرمز، بیش از ۱۵ سال است که مورد مطالعه قرار گرفته‌است. تا این مرحله، مطالعات نشان داده‌اند که هر چهار پایه را می‌توان با استفاده از جریان یونی اندازه‌گیری شده در سراسر منافذ αHL شناسایی کرد. ساختار αHL برای شناسایی پایه‌های خاص که از طریق منافذ حرکت می‌کنند دارای مزیت است. منافذ 10nm αHL طول دارند، با دو بخش با طول 5nm بخش فوق از یک ساختار بزرگتر، هشتی شکل تشکیل شده‌است و بخش پایین از سه محل شناسایی احتمالی (R1، R2، R3) تشکیل شده‌است و قادر به تفکیک بین هر پایه است.
توالی با استفاده از αHL از طریق مطالعه اساسی و جهش‌های ساختاری توسعه یافته‌است، و به سمت خواندن‌های بسیار طولانی توالی حرکت می‌کند. جهش پروتئین αHL توانایی تشخیص منافذ را بهبود بخشیده‌است. مرحله پیشنهادی بعدی اتصال اگزونوکلئاز به منافذ αHL است. این آنزیم به‌طور دوره ای پایه‌های واحد را شکاف می‌دهد، و منافذ را قادر می‌سازد پایه‌های پی در پی را شناسایی کند. اتصال اگزونوکللاز به منافذ بیولوژیکی باعث کند شدن انتقال DNA از طریق منافذ و افزایش دقت کسب اطلاعات می‌شود.
به ویژه، نظریه پردازان نشان داده‌اند که توالی یابی از طریق آنزیم‌های اگزونوکلاز همان‌طور که در اینجا شرح داده شد امکان‌پذیر نیست. این عمدتاً به دلیل اثرات انتشار ناشی از محدودیت در احتمال ضبط هر نوکلئوتید به هنگام جدا شدن است. این احتمال مهمی را به وجود می‌آورد که نوکلئوتید قبل از پخش شدن به صورت فله یا خروج از منظره، اسیر نمی‌شود، بنابراین به‌طور صحیح توسط نانوپور مرتب نمی‌شود و منجر به خطاهای درج و حذف می‌شود؛ بنابراین، تغییرات اساسی در این روش قبل از اینکه بتواند یک استراتژی عملی تلقی شود، مورد نیاز است.
مطالعه اخیر به توانایی αHL در تشخیص نوکلئوتیدها در دو محل جداگانه در نیمه پایینی منافذ اشاره کرده‌است. سایت‌های R1 و R2 باعث می‌شوند که هر پایه از حرکت در داخل منافذ دو بار کنترل شود و ۱۶ مقدار جریان یونی قابل اندازه‌گیری مختلف را به جای ۴ ایجاد می‌کند. این روش با دو برابر کردن سایتهایی که توالی در هر نانوپنج خوانده می‌شود، از طریق خواندن تک نانو ساخته‌ها بهبود می‌دهد.

#### MspA
(Mycobacterium smegmatis porin A (MspA دومین نانومره بیولوژیکی است که در حال حاضر برای توالی DNA مورد بررسی قرار گرفته‌است. منافذ MspA به دلیل وجود ساختار مطلوب تر، به عنوان یک پیشرفت بالقوه نسبت به αHL شناخته شده‌است. منافذ به عنوان یک دستگیره با یک لبه ضخیم و قطر 1.2nm تعریف شده‌است. یک MspA طبیعی، اگرچه برای توالی DNA به دلیل شکل و قطر مطلوب است، یک هسته منفی دارد که انتقال DNA تک رشته‌ای (ssDNA) را ممنوع می‌کند. با جایگزین کردن سه اسید آسپارتیک منفی با آسپاراژین‌های خنثی، نانوذرات طبیعی برای بهبود انتقال اصلاح شد.
تشخیص جریان الکتریکی نوکلئوتیدها در غشاء نشان داده شده‌است که ده برابر بیشتر از αHL برای شناسایی پایه هاست. با استفاده از این ویژگی پیشرفته، گروهی در دانشگاه واشینگتن پیشنهاد کرده‌اند که از DNA دو رشته (dsDNA) بین هر مولکول منفرد استفاده کرده و پایه را در بخش خواندن منافذ نگه دارد. dsDNA پایه را در قسمت صحیح منافذ متوقف می‌کند و شناسایی نوکلئوتید را امکان‌پذیر می‌کند. کمک هزینه ای اخیر به همکاری UC سانتا کروز، دانشگاه واشینگتن و دانشگاه شمال شرقی جهت بهبود شناخت پایه MspA با استفاده از phi29 polymerase در رابطه با منافذ اهدا شده‌است.

### حالت جامد
رویکردهای توالی نانوپوشش حالت جامد، برخلاف توالی بیولوژیکی نانوذرات، پروتئین‌ها را در سیستم‌های خود نمی‌گنجانند. در عوض، فناوری نانوپوره جامد از بسترهای مختلف فلزی یا آلیاژ با منافذ با اندازه نانومتر استفاده می‌کند که اجازه می‌دهد DNA یا RNA از آن عبور کنند. این بسترها اغلب در تشخیص توالی اسیدهای نوکلئیک نقشی کامل دارند زیرا در کانال‌ها در امتداد بسترها جابجا می‌شوند.

#### جریان فعلی

شکل نشان دهنده حرکت نظری ssDNA از طریق سیستم نانوایی جریان تونل زنی. با اختلاط الکترودها در امتداد دیواره‌های کانال نانو، عمود بر بردار سرعت ssDNA، امکان‌پذیر است.

اندازه‌گیری تونل زنی الکترونی از طریق پایه‌ها به عنوان ssDNA در نانوذرات منتقل می‌شود یک روش ترسیم توالی نانوپوره حالت جامد است. بیشتر تحقیق‌ها بر اثبات مبانی متمرکز شده‌است که می‌تواند با استفاده از تونل سازی الکترونی تعیین شود. این مطالعات با استفاده از میکروسکوپ پروب اسکن به عنوان الکترود سنجش انجام شده و ثابت کرده‌اند که می‌توان با استفاده از جریان‌های خاص تونل زنی، پایه‌ها را شناسایی کرد. پس از اثبات تحقیقات اصلی، باید یک سیستم کاربردی ایجاد شود تا دستگاه‌های منافذ و حساس حالت جامد را جفت کند.
محققان گروه هاروارد نانوپور منافذ حالت جامد را با نانولوله‌های کربنی تک دیواره ای به قطر منافذ ایجاد کرده‌اند. آرایه منافذ ایجاد می‌شود و از رسوب شیمیایی بخار برای ایجاد نانولوله‌هایی استفاده می‌شود که در سراسر آرایه رشد می‌کنند. هنگامی که یک نانولوله در یک منافذ بزرگ شد، قطر منافذ به اندازه دلخواه تنظیم می‌شود. موفقیت‌آمیز تولید یک نانولوله همراه با منافذ گامی مهم در جهت شناسایی پایه‌ها است زیرا ssDNA از طریق منافذ حالت جامد جابجا می‌شود.
روش دیگر استفاده از نانوالکترودها در هر طرف منافذ است. الکترودها به‌طور خاص ایجاد شده‌اند تا بتوانند تشکیل نانوذرات جامد را بین دو الکترود ایجاد کنند. از این فناوری می‌توان نه تنها برای درک پایه‌ها بلکه برای کمک به کنترل سرعت و جهت‌یابی انتقال پایه استفاده کرد.

#### فلورسانس
یک روش مؤثر برای تعیین توالی DNA با استفاده از نانوپورها و فلورسانس حالت جامد تهیه شده‌است. این روش تعیین توالی فلورسانس، هر پایه را به نمایه ای از چندین نوکلئوتید که به یک dsDNA تشکیل دهنده پروب فلورسنت متصل می‌شود، تبدیل می‌کند. با استفاده از دو سیستم رنگی ارائه شده، هر پایه توسط دو فلورسانس جداگانه مشخص می‌شود و بنابراین به دو ترتیب خاص تبدیل می‌شوند. پروب‌ها به ترتیب در شروع و انتهای هر دنباله از یک فلوروفور و کوکنر تشکیل شده‌اند. هر فلوروفور در پایان سکانس قبلی توسط کوکنار خاموش می‌شود. هنگامی که dsDNA در حال انتقال از طریق یک نانوحصر حالت جامد است، رشته پروب از بین می‌رود و فلوروفور بالادستی فلورسانس خواهد شد.
این روش توالی دارای ظرفیت ۵۰–۲۵۰ پایه در ثانیه در هر منفذ است و سیستم چهار رنگ فلوروفور (هر پایه می‌تواند به جای دو تبدیل به یک توالی تبدیل شود)، بیش از ۵۰۰ پایه در ثانیه ترتیب خواهد داد. مزایای استفاده از این روش مبتنی بر خوانش توالی واضح است - استفاده از دوربین به جای روش‌های جریان پر سر و صدا. با این حال، این روش به آماده‌سازی نمونه نیاز دارد تا قبل از توالی، هر پایه را به یک کد باینری توسعه یافته تبدیل کند. به جای اینکه یک پایه در حفره منفذ شود، ۱۲ پایه are برای یافتن دنباله یک پایه لازم است.

## مقایسه بین انواع
|                 | بیولوژیکی | حالت جامد |
| سرعت جابجایی کم | ✓         |           |
| تکرارپذیری بعدی | ✓         |           |
| تحمل استرس      |           | ✓         |
| طول عمر         |           | ✓         |
| سهولت ساخت      |           | ✓         |

### محدودیت‌های عمده
1. سرعت جابجایی کم: سرعتی که یک نمونه از درون منافذ واحد عبور می‌کند به اندازه کافی کند است تا اندازه‌گیری شود
2. تکرارپذیری بعدی: احتمال ایجاد منافذ یک واحد در اندازه مناسب
3. تحمل استرس: حساسیت یک واحد به شرایط محیطی داخلی
4. طول عمر: مدت زمانی که یک واحد انتظار می‌رود عملکرد خود را حفظ کند
5. سهولت ساخت: توانایی تولید واحد - معمولاً در مورد تولید انبوه

### بیولوژیکی: مزایا و معایب
سیستم‌های تعیین توالی نانو ای بیولوژیکی دارای چندین ویژگی اساسی است که در مقایسه با سیستم‌های حالت جامد، آنها را سودمند می‌سازد - با هر یک از خصوصیات سودمند این روش طراحی که از ترکیب پروتئین‌ها در فناوری آنها ناشی می‌شود. ساختار منافذ یکنواخت ، کنترل دقیق انتقال نمونه از طریق کانال‌های منافذ و حتی تشخیص نوکلئوتیدهای فردی در نمونه‌ها توسط پروتئین‌های منحصر به فرد از انواع مختلف ارگانیسم قابل تسهیل است.
استفاده از پروتئین‌ها در سیستم‌های توالی نانو ای بیولوژیکی، علی‌رغم فواید مختلف، برخی از خصوصیات منفی را نیز به همراه دارد. حساسیت پروتئین‌ها در این سیستم‌ها به تنش محیطی محلی تأثیر زیادی بر طول عمر واحدها دارد، به‌طور کلی یک مثال این است که یک پروتئین حرکتی فقط می‌تواند نمونه‌هایی را با سرعت کافی در محدوده pH مشخص از بین ببرد در حالی که به اندازه کافی سریع در خارج از محدوده کار نمی‌کند - این محدودیت بر عملکرد کل واحد توالی تأثیر می‌گذارد. مثال دیگر این است که یک porin transmembrane فقط قبل از شکسته شدن می‌تواند برای تعداد معینی از اجزا قابل اعتماد باشد. در طراحی هر سیستم نانو ای بیولوژیکی قابل دوام باید کنترل هر دو این مثالها باشد - کاری که ممکن است با حفظ هزینه‌های چنین فناوری کم و رقابت با سایر سیستمها ممکن است دشوار باشد.

## چالش‌ها
یکی از چالش‌های روش «توالی رشته» در پالایش این روش برای بهبود وضوح آن است تا بتواند پایه‌های واحد را تشخیص دهد. در روش‌های مقدماتی، برای تولید یک تغییر مشخصه قابل اندازه‌گیری، باید یک نوکلئوتید در یک دنباله حدود ۱۰۰ بار پی در پی تکرار شود. این وضوح پایین به این دلیل است که رشته DNA به سرعت ۱ تا ۵μs در هر پایه از طریق نانوذرات حرکت می‌کند. این امر باعث می‌شود ضبط دشوار و مستعد ابتلا به نویز پس زمینه باشد، و در دستیابی به وضوح تک نوکلئوتیدی نتواند. این مشکل با بهبود فناوری ضبط یا کنترل سرعت رشته DNA توسط استراتژیهای مختلف مهندسی پروتئین برطرف شده‌است و آکسفورد نانوپور از یک رویکرد kmer استفاده می‌کند، و در هر زمان بیش از یک پایه را مورد تجزیه و تحلیل قرار می‌دهد تا کشش DNA مورد بررسی قرار گیرد. برای تکرار بازجویی با حرکت دادن رشته در یک پایه در یک پایه از nanopore. از اولین بار در دسترس کاربران، از تکنیک‌های مختلفی از جمله الگوریتمی برای بهبود عملکرد فناوری Minion استفاده شده‌است. اخیراً اثرات پایه‌های منفرد به دلیل ساختار ثانویه یا تک هسته‌های آزاد شده نشان داده شده‌است.
پروفسور هاگان بیلی در سال ۲۰۱۰ پیشنهاد کرد که ایجاد دو مکان شناسایی در یک منفذ آلفا همولیزین ممکن است مزیت‌هایی در شناخت پایه ایجاد کند.
یک چالش برای «رویکرد اگزونوکلئاز»، که در آن یک آنزیم پردازنده پایه‌های فردی را به ترتیب صحیح به درون نانوذرات تغذیه می‌شوند، ادغام اگزونوکلئاز و سیستم‌های تشخیص نانوذرات است. به‌طور خاص، مشکل این است که زمانی که یک اگزونوکلئاز هیدرولیز پیوندهای فسفودی بین نوکلئوتید در DNA، نوکلئوتید پس از آن منتشر شده‌است لزوماً تضمین شده نیست. در نزدیکی نانوحفره آلفا همولیزین. یک ایده این است که اگزونوکلئاز را به نانوپور وصل کنید، شاید از طریق بیوتینیل شدن به همولیزینین بتا بشکه. منافذ اصلی پروتئین ممکن است با بقایای شارژ چیده شده باشد تا بارهای مثبت و منفی در طرف مقابل منافذ ظاهر شود. با این حال، این مکانیسم در درجه اول تبعیض آمیز است و مکانیزمی برای هدایت نوکلئوتیدها در مسیر خاص ایجاد نمی‌کند.

## تجاری سازی
آزمایشگاه‌های Agilent اولین جایی بود که مجوز و توسعه نانوپورها را صادر کرد اما هیچ تحقیق فاش شده‌ای در این زمینه ندارد. فناوری‌های آکسفورد نانوپور ترتیب سنج‌های قابل حمل و دسکتاپ را به فروش می‌رساند.

## بررسی‌ها
- Zwolak, M; Di Ventra, M (2008). "Colloquium: Physical approaches to DNA sequencing and detection". Reviews of Modern Physics. 80 (1): 141–165. arXiv:0708.2724. Bibcode:2008RvMP...80..141Z. doi:10.1103/revmodphys.80.141.
- Astier, Y; Braha, O; Bayley, H (2006). "Towards single molecule DNA sequencing". J. Am. Chem. Soc. 128 (5): 1705–1710. doi:10.1021/ja057123+. PMID 16448145.
- Fologea D; Gershow M; Ledden B; McNabb DS; Golovchenko JA, Li J (October 2005). "Detecting single stranded DNA with a solid state nanopore". Nano Lett. 5 (10): 1905–9. Bibcode:2005NanoL...5.1905F. doi:10.1021/nl051199m. PMC 2543124. PMID 16218707.
- Deamer DW; Akeson M (April 2000). "Nanopores and nucleic acids: prospects for ultrarapid sequencing". Trends Biotechnol. 18 (4): 147–51. doi:10.1016/S0167-7799(00)01426-8. PMID 10740260.
- Church GM (January 2006). "Genomes for all". Sci. Am. 294 (1): 46–54. Bibcode:2006SciAm.294a..46C. doi:10.1038/scientificamerican0106-46. PMID 16468433.
- Xu, M. S.; Fujita, D.; Hanagata, N. (2009). "Perspectives and challenges of emerging single-molecule DNA sequencing technologies". Small. 5 (23): 2638–49. doi:10.1002/smll.200900976. PMID 19904762.